# Cryptophelenoides macrobulbosus
Cryptophelenoides macrobulbosus är en rundmaskart. Cryptophelenoides macrobulbosus ingår i släktet Cryptophelenoides och familjen Aphelenchidae. Inga underarter finns listade i Catalogue of Life.